# 铁人桥

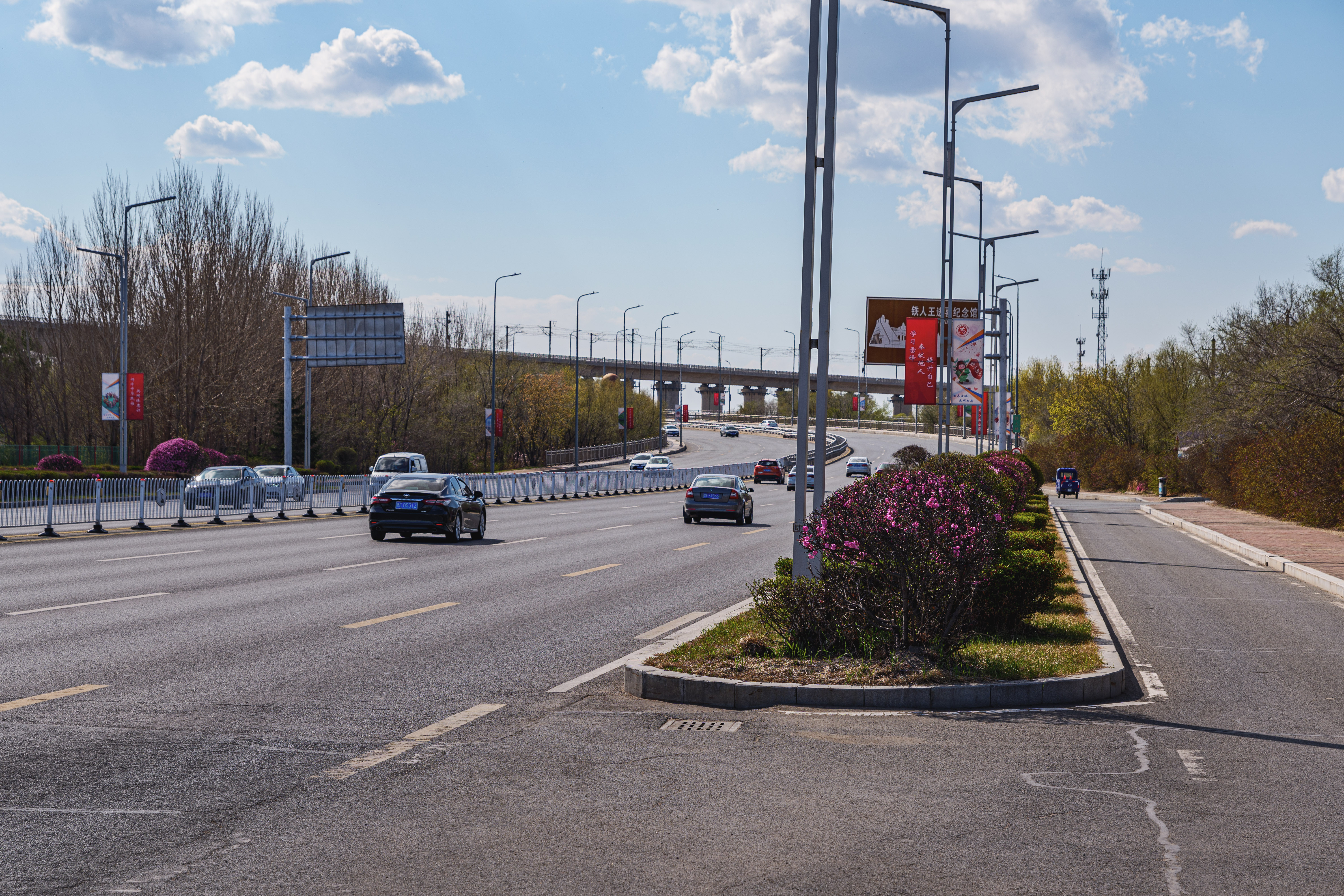
铁人桥入口（儿童公园）

铁人桥位于中国黑龙江省大庆市，是大庆市主干道——世纪大道的重要组成部分，位于大庆市儿童公园的西侧，铁人小区的东侧，跨越滨洲铁路。全宽38点5米，分左右两幅。行车道为八车道，宽32米，人行道宽2米。中五支路上桥匝道全宽十米，行车道宽7米，人行道宽2米。主桥全长880米，其中引桥长522米，引道长358米。
2012年8月铁人桥暨世纪大道铁人桥西至团结路路段维修完成。